# 가슴에 꿈은 가득히
"가슴에 꿈은 가득히"는 한국에서 제작된 박종호 감독의 1963년 드라마 영화이다. 강신성일 등이 주연으로 출연하였고 정병준 등이 제작에 참여하였다.

## 출연

### 주연
- 강신성일
- 엄앵란
- 장동휘

## 기타
- 조명: 이기섭
- 미술: 홍성칠